# Самолівка
Самолівка також самоїлка, самуїлівка, єрусалимка, дяківка — церковний всенародний спів у Галичині, здебільшого одноголосий. Був поширений у греко-католицьких церквах XVIII-XIX століття.
В самолівці часто трапляються невідповідності між її мелодіями й змістом та наголосами церковних текстів.
Самолівка не була винятково одноголосним співом, а швидше намаганням багатоголосого розспіву дяківських наспівів, точно запам'ятованих з рукописних ірмологіонів, або сприйнятих шляхом їх усного вивчення. Цей пласт співочої традиції відіграє найсуттєвішу роль у церковному співі, так чи інакше відтворюючись у стилістиці більшості представників богослужбової музичної культури ХІХ - перших десятиліть ХХ ст.
У 1830-х роках у Львові була поширена думка, що тільки "самолівка" (спів на служ) - це український спів, а спів з нот - німецька метода, неприйнятна для Галичини. Так вважав і тогочасний ректор львівської семінарії Теліховський, протистоячи намаганням Івана-Хризостома Сінкевича, Михайла Вербицького та інших вихованців перемиського владики Івана Снігурського запровадити в семінарії хоровий спів.